# Resolució 2385 del Consell de Seguretat de les Nacions Unides
La Resolució 2385 del Consell de Seguretat de les Nacions Unides fou adoptada el 14 de novembre de 2017. El Consell va ampliar l'embargament d'armes contra Somàlia i Eritrea fins a novembre de 2018, així com el mandat del panell que els supervisava.

## Observacions
Bolívia, Xina, Egipte i Rússia s'havien abstingut. Consideraven que les sancions han de ser temporals i s'han de revisar regularment. La resolució volia vincular Egipte amb la cooperació d'Eritrea, que no havia deixat entrar els observadors de l'ONU durant anys. També van afirmar que no s'havia trobat evidències que Eritrea donés suport al grup terrorista Al-Xabab. Els altres països van indicar que Eritrea encara no deixava entrar al grup d'observació a l'interior. Hi havia hagut consultes amb el govern.
En el seu informe, els propis observadors de l'ONU havien demanat l'aixecament del bloqueig d'armes contra Eritrea, i van demanar que es desvinculessin de les altres sancions contra Somàlia. No obstant això, no van descartar que Eritrea proporcionés secretament elements del suport d'Al-Xabab.
Somàlia era d'acord amb el text, però volia veure ajustat l'embargament d'armes a mesura que es mantenien els serveis de seguretat del país. Va reconèixer que s'havia de fer més per gestionar adequadament les armes d'aquests serveis de seguretat.
Eritrea va considerar que era injust que quedés sotmesa a sancions mentre la frontera amb Djibouti es trobava en calma durant anys, i que s'havien iniciat negociacions. Les sancions van ser imposades després del conflicte fronterer entre Djibouti i Eritrea el 2008. Eritrea considerava que no feia res malament. Va considerar que el país donés suport als grups armats era una doble moral, ja que tota la regió era inestable. Les sancions només empitjoraven la situació.
Les sancions contra Eritrea haurien estat imposades de manera injusta. El règim autoritari del país ho usaria per proclamar que el "món sencer està en contra d'ells" i defensar els observadors internacionals. Però les sancions haurien provocat que el país deixés de subministrar armes a Al-Xabab, començant a treballar amb els presos de guerra de Djibouti i amb el Comitè de Sancions de les Nacions Unides.
Al juliol de 2016, s'havia interceptat una càrrega d'equips de comunicacions militars comprats per Eritrea a Corea del Nord. Segons un informe de l'ONU, Eritrea va violar l'embargament d'armes.
Djibouti va argumentar que no es podia avaluar el comportament d'Eritrea, ja que els observadors encarregats d'aquesta tasca no hi podien entrar. Era evident que el país va intentar desestabilitzar Djibouti i la regió desplegant grups armats. Eritrea encara es va negar a publicar una llista de noms de tots els presoners de guerra del conflicte el 2008. El mateix Djibouti es va disposar a assolir un límit definitiu a través de l'arbitratge internacional i posar fi al conflicte.

## Contingut
El 16 d'abril de 2017 el govern federal (GFS) i els estats de Somàlia van arribar a un acord per fusionar els seus exèrcits. També es va millorar la seva comprensió mútua. Es va observar que el GFS treballava intensament per la reconstrucció de Somàlia. També es va millorar la notificació de lliurament d'armes a la comissió que supervisava l'embargament d'armes contra el país. Aquest embargament es va ampliar fins al 15 de novembre de 2018. Els serveis de seguretat de Somàlia en van ser exclosos; moltes de les seves armes encara van acabar en mans equivocades. El govern somali també ha avançat en el registre, el marcatge i la gestió de les seves armes.
L'embargament del carbó vegetal imposat per la resolució 2036 també es va estendre per un any, perquè el grup terrorista somali Al-Xabab es finançava en part pel comerç il·legal desenfrenat.
Una altra qüestió era Eritrea. L'Observatori Somàlia-Eritrea (SEMG) no hi havia pogut fer el seu treball des del 2011. El grup va tractar-ho amb el govern d'Eritrea. Segons informes del grup, Eritrea va recolzar a certs grups armats de la regió, encara que no es va trobar evidència que el país recolzés a Al Xabab. Es va reconfirmar l'embargament d'armes contra Eritrea imposat per la Resolució 1907. Finalment, el mandat del SEMG es va ampliar per un any.